# John H. Sununu
John Henry Sununu, född 2 juli 1939 i Havanna, Kuba, är en amerikansk republikansk politiker och programledare. 
Han var New Hampshires guvernör 1983-1989 och Vita husets stabschef 1989-1991. Han är far till tidigare senator John E. Sununu och nuvarande guvernör Chris Sununu.

## Biografi
Sununu studerade vid Massachusetts Institute of Technology. Han avlade 1961 sin grundexamen, 1963 masterexamen och 1966 doktorsexamen. Mellan 1973 och 1975 var Sununu ledamot av New Hampshires representanthus. Under sin sista mandatperiod som guvernör var han ordförande för National Governors Association 1987-1988. Som Vita husets stabschef rekommenderade han president George HW Bush att nominera David Souter till USA:s högsta domstol, vilket också skedde. 
Sununu var en av programledarna för debattprogrammet Crossfire på CNN mellan 1992-1998.
Sununu är katolik och har libanesisk härkomst. Han mottog Najeeb Halaby-priset för offentlig tjänst 2006 av änkedrottningen Noor av Jordanien (ursprungligen Lisa Halaby). Pristagaren utses av Arab American Institute och priset tilldelas på deras Kahlil Gibran Spirit of Humanity-gala.